# Арья
Арья́ — рабочий посёлок в Уренском муниципальном округе Нижегородской области России.

## География
Расположен на северо-востоке Нижегородской области, в 180 км от областного центра города Нижнего Новгорода (расстояние по автодороге 200 км). Железнодорожная станция на участке Нижний Новгород — Киров нового направления Транссиба. На южной границе посёлка протекает река Арья. В 2 км к югу от посёлка находится Кочешковское озеро.

## История
Официально посёлок образован в августе 1933 года. История посёлка началась со строительства на железной дороге ветки для развода встречных паровозов и шпалорезки. Изначально посёлок назывался Новая Арья и имел всего 2 улицы.
В 1938 году в посёлке проживало 13 семей. Бурный рост начался с начала 1950-х годов с организацией лесопромышленной организации, а в середине 50-х — механизированной колонны по осушению болот. В посёлок на жительство и для работы хлынуло население окрестных деревень: Большой Арьи, Бобылевки, Панфилова, Темты, Буренина, Карпова и других.
С начала 70-х возрастало особенно интенсивно за счёт вступавшего в жизнь и обзаводившегося детьми послевоенного поколения и переселенцев из «неперспективных деревень» Уренского и соседних районов.
Лесоперерабатывающее предприятие стало основным местом работы жителей. На предприятие было завезено оборудование иностранного производства. Продукцию поставлялась не только в Россию, но и за рубеж.
Статус посёлка городского типа с 1974 года.

## Население
| 1979  | 1989  | 2002  | 2008  | 2009  | 2010  | 2011  | 2012  | 2013  |
| ----- | ----- | ----- | ----- | ----- | ----- | ----- | ----- | ----- |
| 4014  | ↗5481 | ↘5016 | ↗5043 | ↘5004 | ↗5015 | ↘5010 | ↘4964 | ↘4885 |
| 2014  | 2015  | 2016  | 2017  | 2018  | 2019  | 2020  | 2021  |       |
| ↘4863 | ↘4839 | ↗4841 | ↘4783 | ↘4760 | ↘4745 | ↘4694 | ↗4884 |       |

## Экономика
Самое крупное предприятие Арьи завод железобетонных изделий «Арьёвский». Также работают частные лесоперерабатывающие предприятия, нефтехранилище, углехранилище, хлебозавод, асфальтозавод, металлобаза.
Функционируют очистные сооружения, дорожное хозяйство.

## Социальная инфраструктура

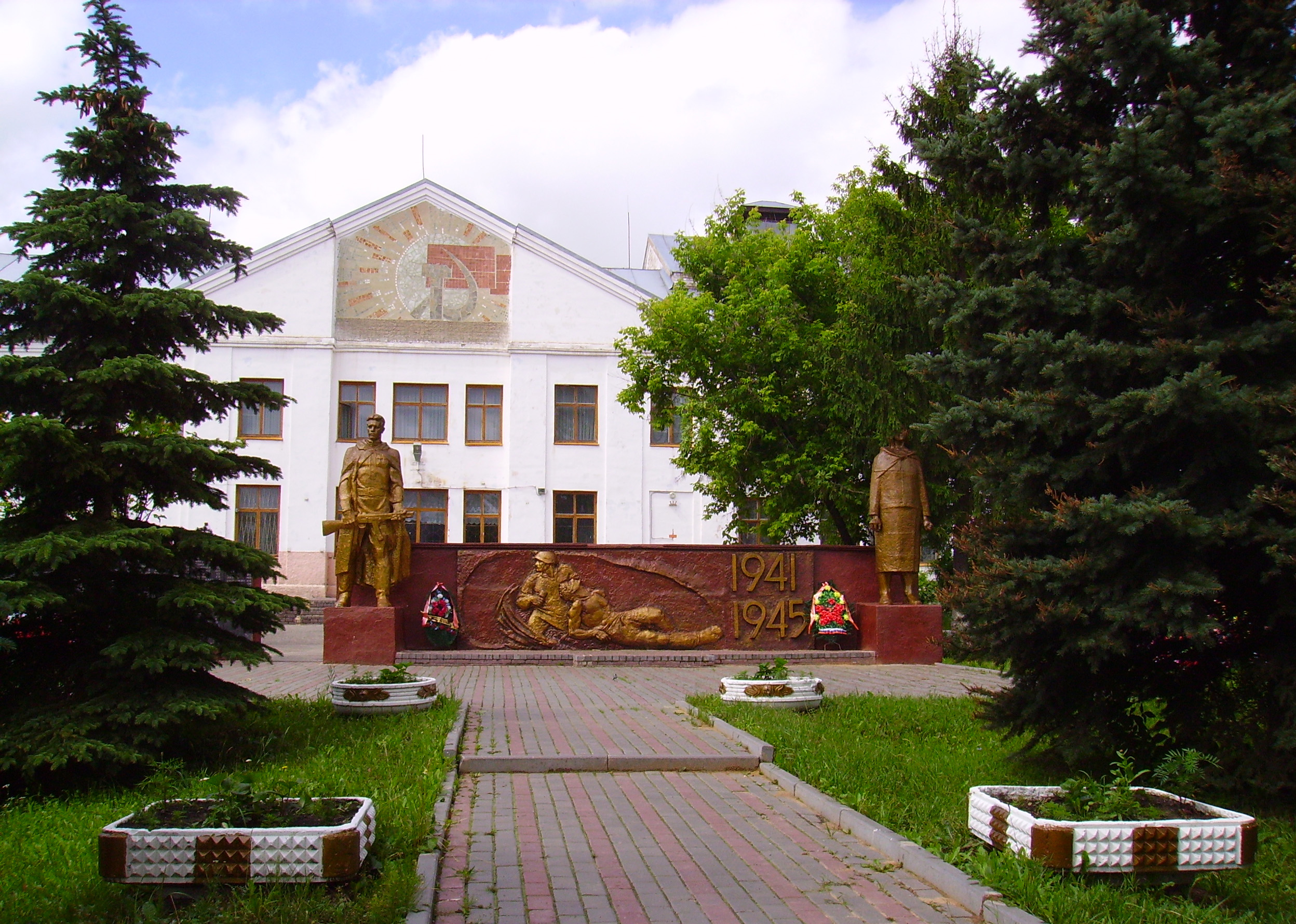
Памятник павшим в Великой Отечественной войне

В посёлке имеются больница (поликлиника, стационар, отделение скорой помощи), 2 детских сада, 2 стадиона, спортивный интернат (футбол), начальная и средняя школа, база отдыха.
Имеются две церкви старообрядческая и традиционная православная.
Строительство традиционной православной Церкви в честь Рождества Иоанна Предтечи велось 6 лет и было завершено в 2009 году. В декабре  в новом храме протоиерей Валерий (Юшков) совершил первую Божественную литургию. В 2007 году ансамбль «Душенька» из прихода храма во имя Иоанна Крестителя занял второе место на конкурсе «В единстве Духа» в номинации «Авторская песня» (ансамбли).